# Eiswurf

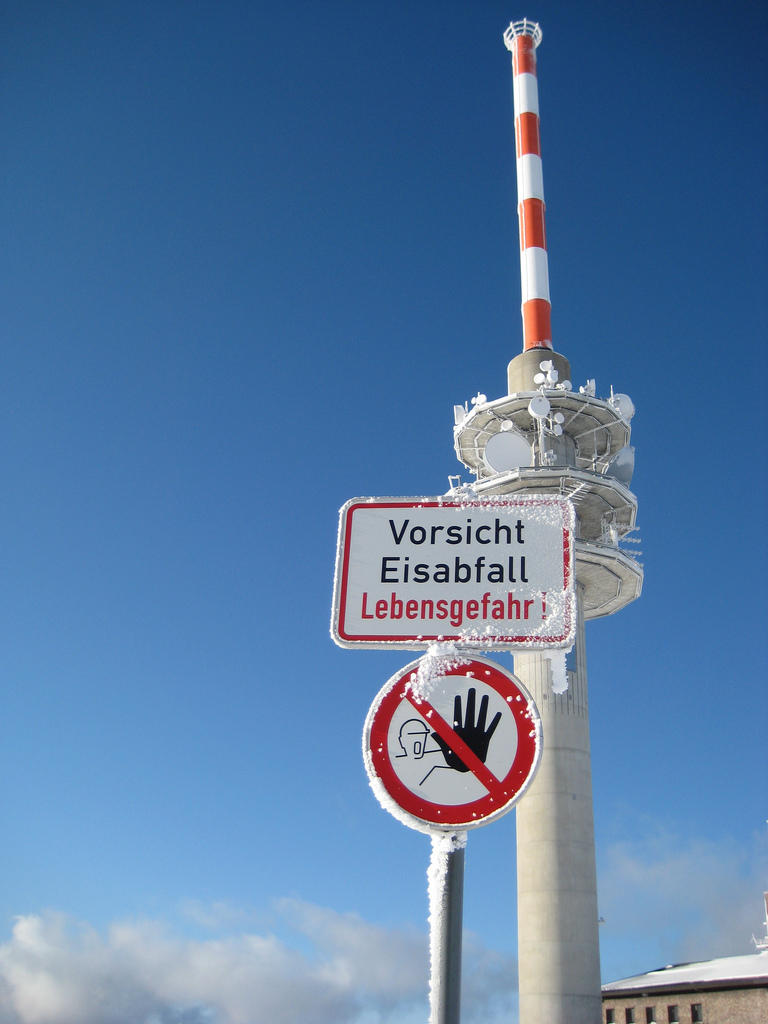
Beschneites Schild mit Warnung vor Eisabfall vor einem hohen Sendeturm auf dem Feldberg.

Der Begriff Eiswurf (auch Eisfall, Eisabfall oder Eisschlag) wird meist in Zusammenhang mit Windenergieanlagen verwendet und bezeichnet das Abfallen und Abwerfen von Eis von den Rotorblättern. Unter dem Begriff Eiswurf bei Windkraftanlagen versteht man die Ablösung von Eisstücken während des Betriebes einer Windenergieanlage (WEA). Wohingegen man unter dem Begriff „Eisfall“ oder auch „Eisabfall“ die Ablösung von Eisstücken von einer trudelnden oder stillstehenden WEA versteht.
Die Gefahr von herabfallenden Eisstücken bei entsprechender Witterung geht jedoch grundsätzlich auch von hohen Gebäuden und Bauwerken aus.

## Entstehung
Bei ungünstigen Wetterlagen (hohe Luftfeuchtigkeit oder Nebel oder Eisregen zusammen mit Temperaturen um den Gefrierpunkt oder darunter) können sich auf den Rotorblättern von Windenergieanlagen Eisschichten bilden.
Bis zum Einsetzen der Eisabschaltung oder beim Wiederanlauf der Anlage können durch die Zentripetalkraft, Biegung der Rotorblätter oder Antauen der Eisstücke herunterfallen oder in Drehrichtung abgeworfen werden. Hierbei handelt es sich in der Regel um dünne, blattartige, seltener um kompakte Eisstücke und in extremen Fällen um schwere Eisbrocken. Insbesondere von Windenergieanlagen in Mittelgebirgen und alpinen Regionen kann Eisabfall und Eiswurf ausgehen.

## Auswirkungen
In gefährdeten Lagen müssen Windenergieanlagen zur Vermeidung von Eiswurf mit Eiserkennungs- und Eisabschaltsystemen ausgestattet werden. Es gibt verschiedene, herstellerabhängige und -unabhängige Systeme. Zudem müssen im Umfeld der Windenergieanlage(n) Warntafeln aufgestellt werden. Bei abgeschalteten Anlagen ist der Bereich um den Turm und unter den Rotorblättern gefährdet, wobei die Ablenkung durch den Wind beachtet werden muss. Kleinere Eisstücke können im Betrieb vor Einsetzen der Abschaltung oder beim Wiederanlauf zusätzlich durch die Drehung des Rotors in größere Weiten geworfen werden. In der Theorie sind Weiten von mehreren hundert Metern möglich. In der Realität tritt kritischer Eiswurf nie bei Nenndrehzahl auf, denn Eiswetterlage ist oft schwachwindig, schon Eisansatz in Millimeterstärke reduziert Auftrieb und Drehzahl des Rotors und das Eis wird in kleinen Stücken bereits durch die auf sie wirkende Zentripetalkraft abgeworfen. Parameter für die Wurfweite sind Drehzahl, Anlagenhöhe, Rotordurchmesser, ablenkende Windgeschwindigkeit quer zur Wurfrichtung und Eisform (vgl. auch Luftwiderstand).

## Gefahrenpotential

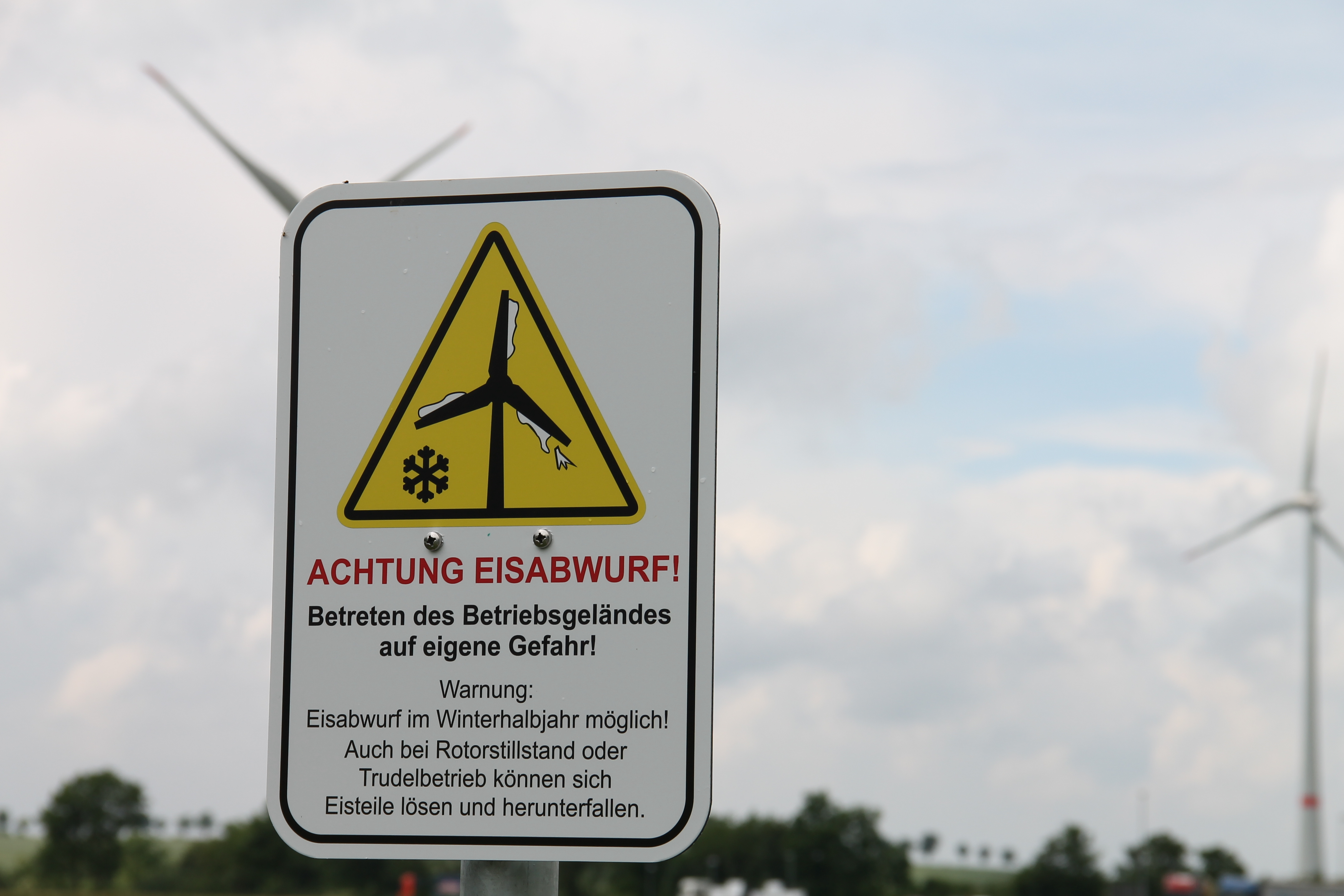
Warnhinweis vor Eiswurf in einem Windpark

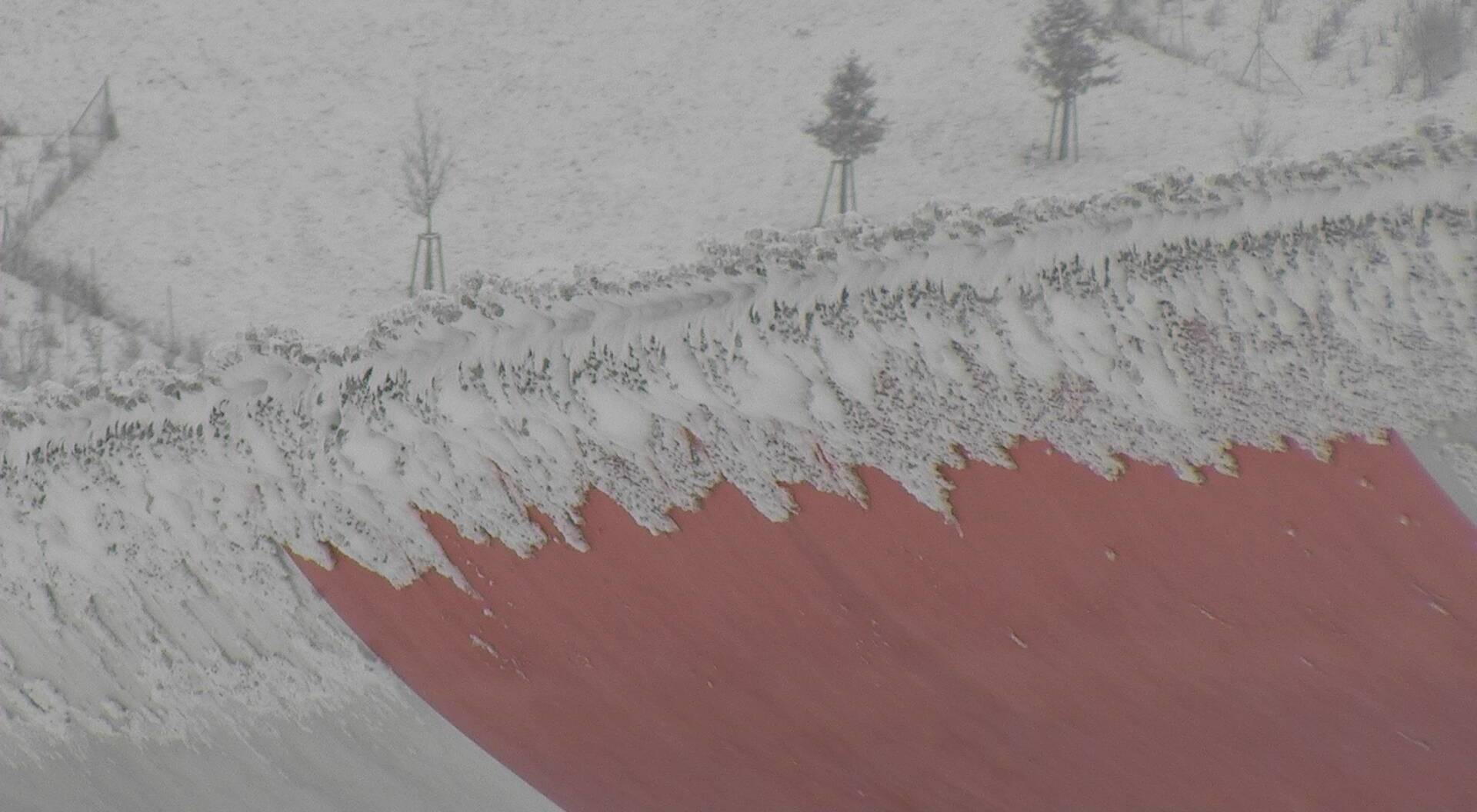
Vereistes Rotorblatt einer Windkraftanlage in der Nähe einer Autobahn in Norddeutschland. Aufgrund der Nähe zur Autobahn musste ein Eiserkennungssystem installiert werden, das die Anlage stoppte. Das Eis bildete sich an der Vorderkante.

Die Gefahr des Eiswurfs liegt in Sach- und Personenschäden, tritt nur für wenige Stunden im Jahr auf und ist flächenmäßig auf den Umkreis der Anlage (einige hundert Meter) begrenzt. Durch entsprechende Planung, Eisabschaltsysteme und Warnschilder konnten Personenschäden in Deutschland trotz über hunderttausend kumulierter Anlagenbetriebsjahre vermieden werden. Das Risiko tödlicher Verletzungen ist nicht ausgeschlossen, wird aber von Versicherungen, Behörden und Betreibern als extrem gering eingeschätzt. Eine Gefährdung von Wohngebäuden und Siedlungen ist ausgeschlossen, da Windenergieanlagen zur Einhaltung von Lärmwerten einen Abstand von mehreren hundert Metern zu diesen haben. Straßen und Wege in der Nähe von Windenergieanlagen sollten bei Eiswetterlage und erkennbarem Eisansatz von ungeschützten Personen gemieden werden. Geschlossene Fahrzeuge bieten Schutz, könnten aber beschädigt werden, was bisher aber noch nicht dokumentiert wurde. Bei Fahrzeugen in Bewegung könnten im Fall eines Treffers reflexive Reaktionen des Fahrers zu Unfällen führen, auch dies wurde bisher noch nicht dokumentiert. Einzelne, ältere Windenergieanlagen wurden und werden bei Eiswetterlage mit der Auflage versehen, den Betrieb einzustellen. Einige Hersteller bieten Rotorblattenteisungssysteme an, die Eisbildung reduzieren bzw. verhindern können und somit einen durchgehenden Betrieb auch in Kaltklimaregionen mit hoher Frostgefahr ermöglichen.
Bei den ca. 23.500 Windenergieanlagen in Deutschland ist es bis 2013 weder zu Personenschäden, noch zu nennenswerten Sachschäden gekommen. Das Risiko ist aus folgenden Gründen eher gering:
- Die notwendigen Wetterverhältnisse zur Bildung von dickeren Eisschichten treten sehr selten auf.
- Das Abwerfen der Eisschicht findet in einer sehr kurzen Zeitspanne bevorzugt nach einem Anlauf statt.
- Dickere Eisschichten können sich während des Rotorbetriebs nicht bilden.

## Zukünftige Entwicklungen
Eiserkennungssysteme werden immer weiter verbessert, so dass von modernen und zukünftigen Windenergieanlagen ein kleineres Gefährdungspotential ausgeht als von älteren Anlagen. Um das Risiko in der Nähe von Straßen und Wegen zu minimieren, werden von Behörden entsprechende Auflagen zu Abständen und Betriebsweisen erlassen.